# Folkeetymologi
Folkeetymologi er en fejlagtig etymologi, der er blevet en del af dagligsproget.
Folkeetymologien giver sig ofte udtryk i en omdannelse af ordet. Fx universitet → undervisitet. Undertiden bliver omdannelsen en fast del af sproget: fx latin arcuballista > fransk arbaleste → tysk Armbrust, dansk armbrøst. Dansk ømfindtlig kommer af ty. empfindlich, idet forstavelsen emp- er opfattet som "øm", som i "ømskindet". Købmagergade i København er folkeetymologisk omdannet af Kødmangergade ("kødhandler-" eller "slagtergade"), som var blevet uforståeligt. På samme måde er Skovbogade i det indre København en forvanskning af Skobodgade – her havde skomagerne deres boder.  En å i Oslo hedder Makrellbekken, selv om der aldrig har været makrel der, fordi det oprindelige navn Markskilbekken (= bækken, der udgjorde skel/grænse mellem markerne) ikke længere gav mening.
"Her hjælper ingen kære mor" er en folkeetymologi for "her hjælper intet kæremål" (appel til højere retsinstans). Det bliver yderligere forvansket af uøvede sprogbrugere til "her er ingen kære mor".
Velocipede blev i folkemunde hurtigt til Væltepeter, fordi cyklen med det meget store forhjul krævede en øvet cyklist, for ikke at vælte.
Makkaur i Nordnorge har på et dansk kort fra 1838 fået navnet Madkurv  – aur betyder grus, ligesom ør i Øresund, men det forstod danskerne ikke.
Udtrykket "endsige" (= langt mindre: "han kan ikke engelsk, endsige russisk") har sin baggrund i folkeetymologi. På norrønt betød enn siðr "endnu mindre". Siðr var altså komparativ. På ældre dansk blev det til æn sider,  og efterhånden som om sider var udsagnsordet "at sige". 
Folkeetymologien kan føre til en semantisk omfortolkning som i føljeton, der opfattes som en afledning af følge, om en fortsat serie i en avis eller på tv, selv om det franske ord feuilleton (blad) betegner en kronik eller en kultursektion. At nedstirre (opfattet som "at se ned på") er mere almindeligt end det korrekte nidstirre (RO). Der er ugler i mosen er nok snarere brugt for at undgå tabuordet ulve som i ulve i mosen, end det er brugt, efter ulven var udryddet i Danmark i 1809.
I planteverdenen er folkeetymologiske omdannelser som agermåne (af Agrimonia) og løvstikke (af Levisticum) – som engelsk folkeetymologi har gjort til lovestick. Medlemmerne af politikorpset i London (oprettet i 1829) fik hurtigt tilnavnet bobbier efter korpsets grundlægger sir Robert, og coppers fordi de copped (= fangede) kriminelle, genspejlet i amerikansk cop for "politimænd", men også tilnavnet Jenny Darbies, der er en forvanskning af det franske gendarmes (bevæbnede mænd, politisoldater). 